# Corpo degli ingegneri dell'Esercito
Il Corpo degli Ingegneri dell'Esercito è il solo, fra quelli che formano l'Esercito Italiano, ad essere composto soltanto da ufficiali.
Il Corpo è stato costituito il 9 ottobre 1980, attraverso l'unificazione dei preesistenti Servizi Tecnici delle diverse Armi.

## Storia
Il Corpo degli Ingegneri dell'Esercito trae origine dai vecchi servizi tecnici delle diverse armi. Il primo servizio tecnico, istituito nell'ambito del Regio Esercito nel 1910, fu quello dell'Arma di artiglieria. In seguito (1930), si aggiunse il servizio della motorizzazione. Più recentemente (1960) furono istituiti: il servizio tecnico chimico fisico, quello del genio, quello geografico e quello delle trasmissioni.
Nel 1980 fu istituito il ruolo del Corpo tecnico nel quale furono riuniti i ruoli dei singoli servizi tecnici.
Dal 1º gennaio 1998, con l'entrata in vigore del decreto legislativo 30 dicembre 1997 n. 490, il ruolo del corpo tecnico ha assunto la denominazione di ruolo normale del Corpo degli Ingegneri dell'Esercito.
La festa del Corpo ricorre il 9 ottobre, anniversario dell'unificazione dei servizi tecnici (1980). Il patrono è il beato Francesco Faà di Bruno.

## Funzioni
Gli ufficiali del Corpo degli Ingegneri dell'Esercito svolgono la loro attività nei settori ricerca e sviluppo, acquisizione di nuovi materiali, revisione e mantenimento dei materiali in servizio, formazione ed aggiornamento professionale del personale tecnico civile e militare ed inoltre prendono parte a gruppi di lavoro in Italia e all'estero.

## Fregi e mostrine

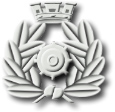
Fregio del Corpo ingegneri

Durante l'iter formativo, prima dell'assegnazione ad una specialità, gli ufficiali del Corpo indossano mostrine rettangolari nere con bordo d'oro.
La specialità armamento viene contraddistinta da mostrine rettangolari nere con bordo d'oro, contenenti l'effigie della Minerva. La specialità geografi è caratterizzata da mostrine nere con bordo verde, anch'esse contenenti la testa di Minerva. La specialità infrastrutture, infine, è caratterizzata da mostrine nere con bordo cremisi e la testa di Minerva in analogia alle altre due specialità.
A seguito dell'unificazione dei servizi tecnici, il fregio non è mutato. È costituito da una ruota dentata posta al centro fra due rami di alloro sormontati dalla corona turrita.

## Forme d'arruolamento
Il reclutamento degli ufficiali del Corpo può avvenire in tre modi:
- mediante concorso a nomina diretta, riservato ai giovani che siano in possesso di diploma di laurea in ingegneria o in altre discipline scientifiche di volta in volta indicate nei bandi di concorso. Tra i requisiti, per partecipare al concorso, il non aver superato i 32 anni. Gli ufficiali arruolati per nomina diretta sono in servizio permanente effettivo (spe).
- tramite l'Accademia Militare di Modena e la Scuola di applicazione di Torino. Gli allievi seguono un piano di studi conforme ai vari indirizzi di laurea delle facoltà di ingegneria: elettronica, delle telecomunicazioni, informatica, meccanica e civile/edile (esiste un protocollo d'intesa con l'Università di Modena e Reggio Emilia ed il Politecnico di Torino). Gli ufficiali che frequentano l'Accademia Militare sono in servizio permanente effettivo.
- con ferma prefissata. L'arruolamento dei giovani (massimo 38 anni) già in possesso di laurea specialistica avviene tramite concorso bandito dal Ministero della difesa. Il periodo della ferma è di 30 mesi (comprensivo delle 12 settimane di corso che si tengono presso l'Accademia militare a Modena) durante i quali gli ufficiali in ferma prefissata (UFP) rivestono il grado di tenente quali ausiliari del ruolo normale del Corpo degli ingegneri. Al termine dei 30 mesi, può essere concessa (accade molto di rado) un'ulteriore ferma della durata di un anno non rinnovabile.

## Iter formativo
Conseguita la laurea, al termine della Scuola di applicazione, o al superamento del concorso (per gli ufficiali a nomina diretta), l'ufficiale del Corpo degli Ingegneri (Co.ing.) frequenta un corso tecnico applicativo (CTA) della durata di un anno, presso la  Scuola di applicazione di Torino, e successivamente una fase di qualificazione professionale (presso o a cura di una università italiana, spesso riconosciuto come master universitario di II livello).

## Organizzazione
Il Capo del corpo è un tenente generale, generalmente a capo anche della Direzione degli Armamenti Terrestri, che è parte del Segretariato Generale della Difesa e Direzione Nazionale degli Armamenti, sita presso l'ex aeroporto F. Baracca di Roma.

### Enti e reparti d'impiego
Dopo la fase di qualificazione professionale, l'ufficiale ingegnere può essere impiegato presso reparti ed enti della forza armata, quali:
- poli di mantenimento
- stabilimenti militari
- Centro Polifunzionale di Sperimentazione
- Centro Tecnico Logistico Interforze Nucleare-Biologico-Chimico
- uffici tecnici territoriali
- centri di sperimentazione interforze
- reparti dell'area operativa che richiedono personale altamente specializzato
- organi centrali
- comandi infrastrutture
- reparti infrastrutture
- Istituto geografico militare
- Centro Interforze Studi Applicazioni Militari